# Tomas Villum Jensen
Tomas Villum Jensen (født 12. april 1971 i Hundested) er en dansk skuespiller, filminstruktør og producent.

## Karriere

### Skuespiller
Han fik sit gennembrud med hovedrollen i filmen Drengene fra Sankt Petri i 1991 og i Det forsømte forår. Han har siden spillet med i mere end 25 danske spillefilm.
Blandt de humoristiske roller kan nævnes I Kina spiser de hunde og Gamle mænd i nye biler, hvor han sammen med Nikolaj Lie Kaas spiller kok.

### Instruktør
Instruktørdebuten kom med den Oscar-nominerede kortfilm Ernst & Lyset som han instruerede sammen med skolekammeraten Anders Thomas Jensen. Siden fulgte spillefilmsdebuten Kærlighed ved første hik, og han har siden instrueret den Robert-vindende børnefilm Min søsters børn og Min søsters børn i sneen.
I 2005 instruerede han komediefilmen Solkongen skrevet sammen med Anders Thomas Jensen.
De to har lavet endnu to film sammen: Den satiriske Sprængfarlig bombe, som kom i 2007, og action-komedien Ved verdens ende fra 2009. I sommeren 2013 kom den seneste spillefilm med Tomas Villum Jensen som instruktør: Komedien Player med Rasmus Bjerg og Casper Christensen i de bærende roller.

### Andet film- og tv-arbejde
Derudover er Tomas Villum Jensen en populær tv-vært. Han stod blandt andet i spidsen for TV3-programmerne Idols og Bluff, sammen med sin ven Uffe Holm.
Tomas Villum har produceret dokumentarprogrammer i blandt andet Norge, Kenya, Uganda og Tanzania.

### Politisk virke
Ved kommunalvalget i november 2017 var Tomas Villum Jensen byrådskandidat i Fredensborg Kommune for Liberal Alliance. Tomas Villum Jensen fik 15 personlige stemmer, men fik til gengæld gjort sig meget upopulær hos det siddende byråd, da han uden dokumentation gik i nationale medier og påstod at Fredensborg Kommune var Danmarks mest forgældede Kommune
I December 2020 annoncerede Tomas Villum Jensen og hustruen Maria Montell, at de havde oprettet testcenter i privatboligen, hvor man mod betaling på 350 kroner kan blive hurtigtestet for Corona på parrets egen terrasse.

## Privat
Han er gift med sangerinden og sangskriveren Maria Montell.

## Filmografi

### Skuespiller
- Drengene fra Sankt Petri (1991)
- Krummerne 2 - Stakkels Krumme (1992)
- Eksamen (1993)
- Det forsømte forår (1993)
- Roser og persille (1993)
- Gigolo (1993)
- Krummerne 3 - Fars gode idé (1994)
- Sidste time (1995)
- Kun en pige (1995)
- Davids bog (1996)
- Nattens engel (1998)
- I Kina spiser de hunde (1999)
- Flugten fra Jante (1999)
- Juliane (2000)
- Blinkende lygter (2000)
- Grev Axel (2000)
- Jolly Roger (2001)
- Gamle mænd i nye biler (2002)
- De grønne slagtere (2003)
- Adams æbler (2005)
- Sprængfarlig bombe (2006)
- Player (2013)

### Instruktør
- Ernst og lyset (1996)
- Kærlighed ved første hik (1999)
- Min søsters børn (2001)
- Min søsters børn i sneen (2002)
- Solkongen (2005)
- Sprængfarlig bombe (2006)
- Ved verdens ende (2009)
- Player (2013)